# NGC 29
NGC 29 je spirální galaxie v souhvězdí Andromedy.
NGC 29 je také někdy označována jako NGC 21, podle galaxie, kterou objevil Lewis Swift 20. září 1885, tedy téměř sto let po Herschelovi. Jedná se však o stejný objekt.